# Stara Moravica
Pour les articles homonymes, voir Moravica.
Stara Moravica (en serbe cyrillique : Стара Моравица ; en hongrois : Bácskossuthfalva ; en allemand : Alt-Morawitza) est une localité de Serbie située dans la province autonome de Voïvodine. Elle fait partie de la municipalité de Bačka Topola dans le district de Bačka septentrionale. Au recensement de 2011, elle comptait 5 013 habitants.
Stara Moravica signifie « l'ancienne Moravica ». Le nom de Moravica, de son côté, signifie « la petite mer ».
Stara Moravica, officiellement classée parmi les villages de Serbie, est située à mi-chemin entre Belgrade et Budapest, dans la région géographique de la Bačka.

## Démographie

### Évolution historique de la population
| 1948  | 1953  | 1961  | 1971  | 1981  | 1991  | 2002  | 2011  |
| ----- | ----- | ----- | ----- | ----- | ----- | ----- | ----- |
| 6 919 | 6 682 | 6 904 | 6 737 | 6 449 | 6 266 | 5 699 | 5 013 |

|  |